# Nauplia
Nauplia o Nauplion (griego moderno Ναύπλιο, Náfplio) es una ciudad de Grecia, capital de la unidad periférica de Argólida y puerto importante del golfo Argólico (llamado también golfo de Nauplia) con 14 203 habitantes en 2011. Se sitúa en el municipio de su mismo nombre, que en el año 2011 contaba con una población de 33 356 habitantes.

## Tradición y mitología
Su nombre, según Estrabón, estaba relacionado con el hecho de que se trataba de un lugar donde fondeaban las naves, y se suponía que del nombre de la ciudad habría derivado el personaje mitológico de Nauplio, el hijo de Poseidón y Amimone, aunque otra tradición hace de Nauplio del fundador de Nauplia. Por su ubicación parece que fue un establecimiento de origen extranjero y la tradición dice que fue una colonia egipcia.

## Historia
El área de Nauplia ha estado habitada desde la prehistoria. En el Museo Arqueológico de Nauplia se conservan restos de tumbas del periodo Heládico Medio de Prónea y del periodo micénico del área de Evangelistria.
En el siglo VII a. C. era una ciudad independiente y formaba parte de la confederación de Argólida, que tenía sus reuniones anuales en la isla de Calauria. Más o menos hacia el año 600 a. C., en la época de la segunda guerra mesenia, fue conquistada por Argos que ocupó su lugar en la confederación; desde entonces Nauplio fue simplemente el puerto de Argos. Los ciudadanos expulsados se refugiaron en territorio espartano donde recibieron la ciudad de Metone en Mesenia. Cuando en 371 a. C. el estado de Mesenia fue restablecido, los nauplios pudieron conservar Metone.
En tiempos de Pausanias la ciudad estaba en ruinas. Pausanias menciona el templo de Poseidón, algunos fortines y una fuente llamada Canato, en la que se bañaba Hera una vez al año y renovaba, gracias a este baño, su virginidad.
Permaneció en manos de los romanos y bizantinos hasta principios del siglo XIII. En el siglo XII se fortificó Acronauplia. Uno de sus últimos gobernantes bizantinos fue León Esguro, en unos años en los que Nauplia fue una ciudad semindependiente. En 1210 cayó bajo poder de los francos. En ese año fue establecido el señorío de Argos y Nauplia dentro del principado de Acaya. El príncipe Godofredo I de Villehardouin la cedió en 1212 a Otón de la Roche, señor de Atenas. En 1308 pasó a la casa de Brienne, que perdieron Atenas en 1311, pero que conservaron Argos y Nauplia. En 1356 pasó a los Enghien y en 1389 fue vendida a Venecia. Los otomanos la ocuparon en 1539, pero Venecia la reconquistó en 1685, construyeron el castillo de Palamidi y fortificaron la ciudad; en 1715 fue ocupada y el tratado de paz la concedió al Imperio Otomano.
La heroína Bubulina la asedió por mar en octubre de 1821 y por tierra lo hizo Dimitrios Ipsilantis, y los turcos la evacuaron en 1822. Desde el 30 de abril de 1823 fue residencia del Congreso y Gobierno de Grecia, hasta 1834 momento en el que la capital pasó a ser Atenas.

## Fusión municipal de 2011
El municipio de Nafplio fue fusionado en el marco de la reforma de la administración local griega de 2011 con otros tres municipios vecinos:
- Asini
- Midea
- Nea Tiryntha

## Galería de imágenes

Mapa de la antigua Argólida. Nauplia está en la costa del golfo Argólico.
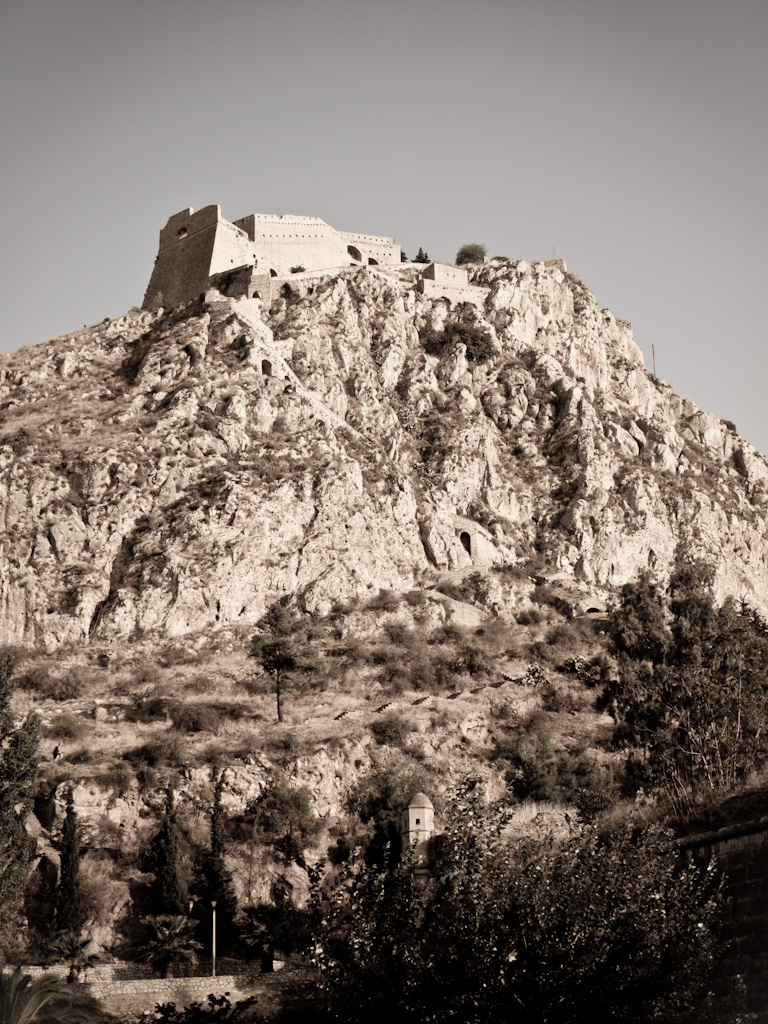
Palamidi
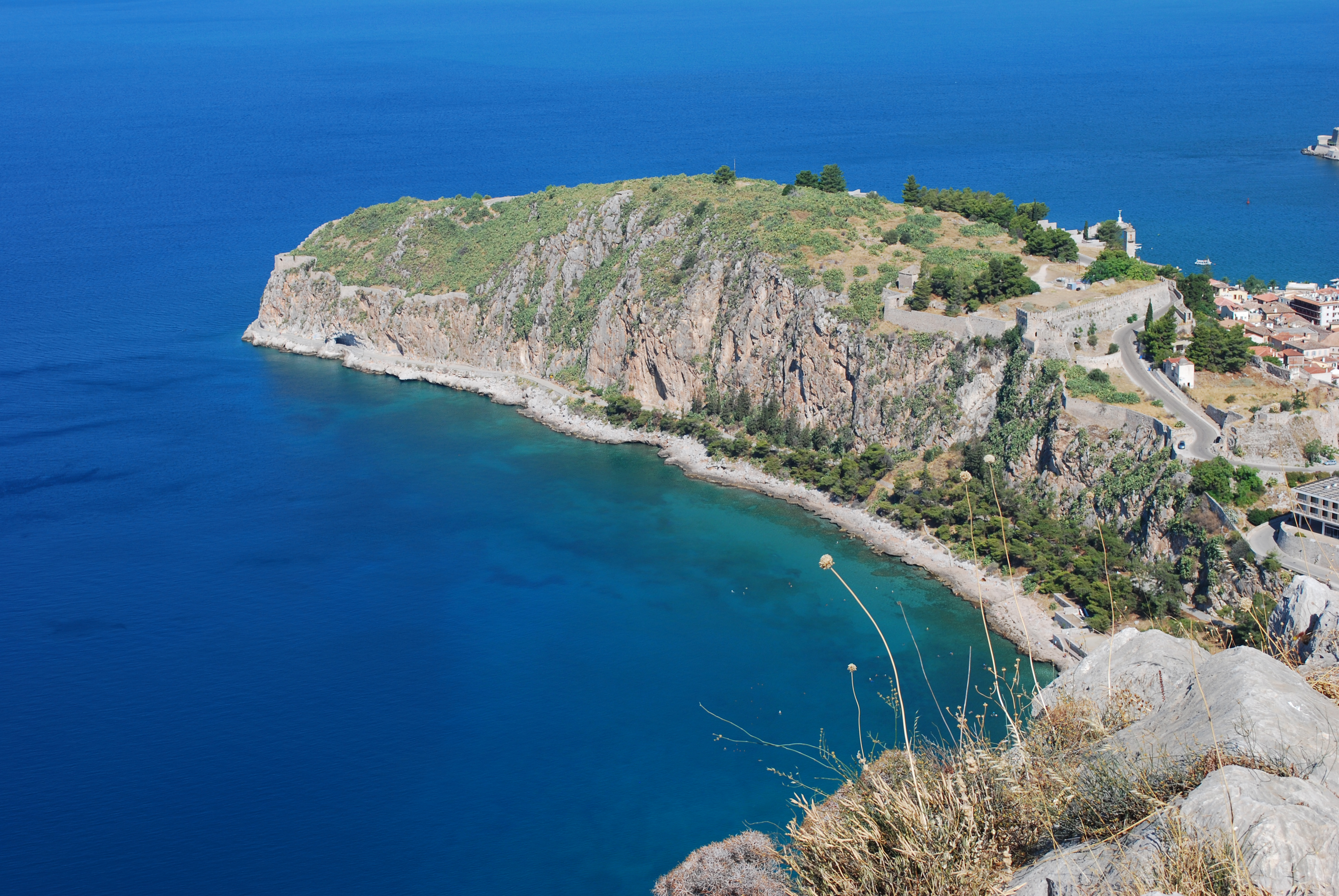
Acronauplia
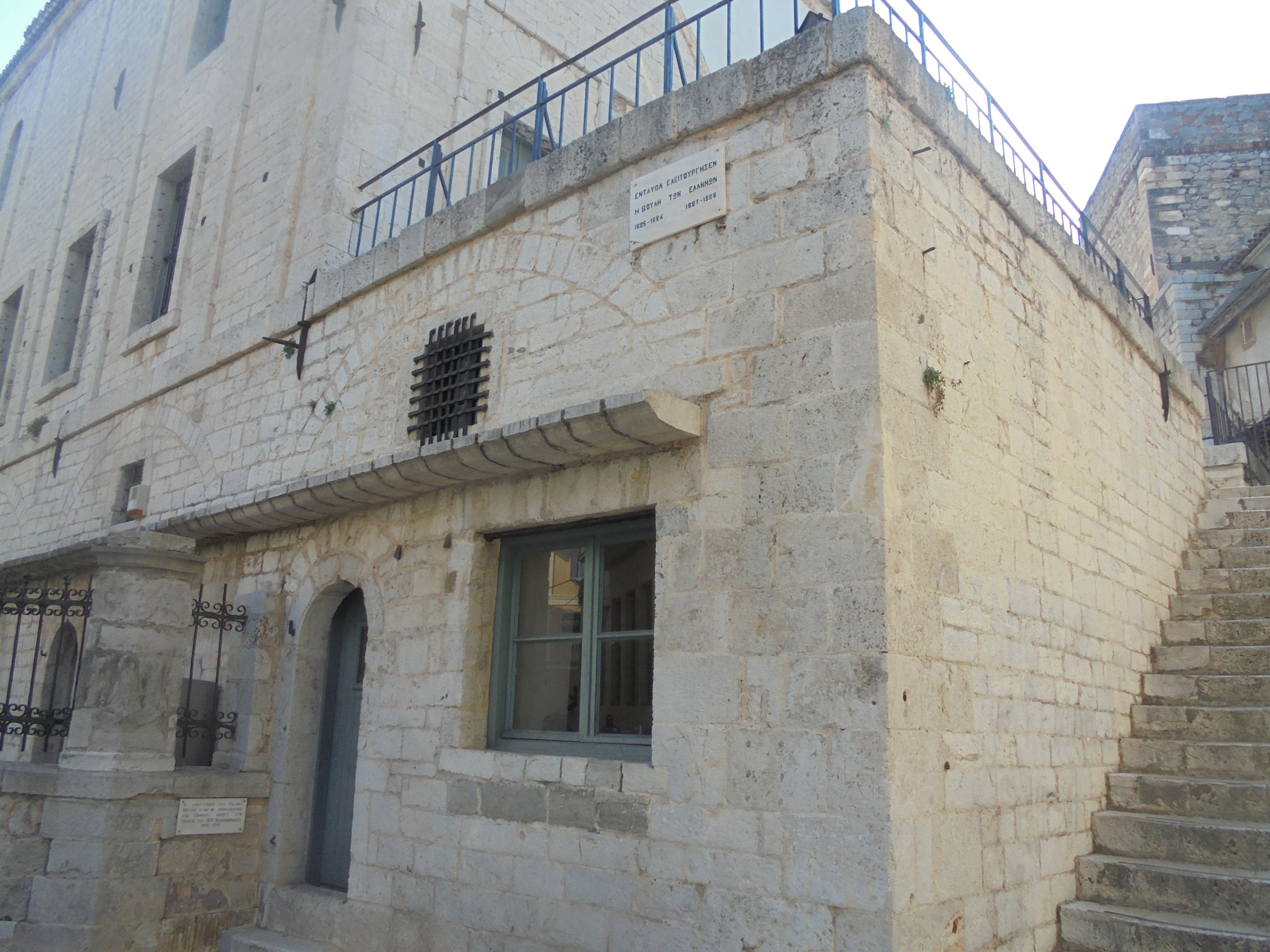
El edificio del primer Parlamento Helénico
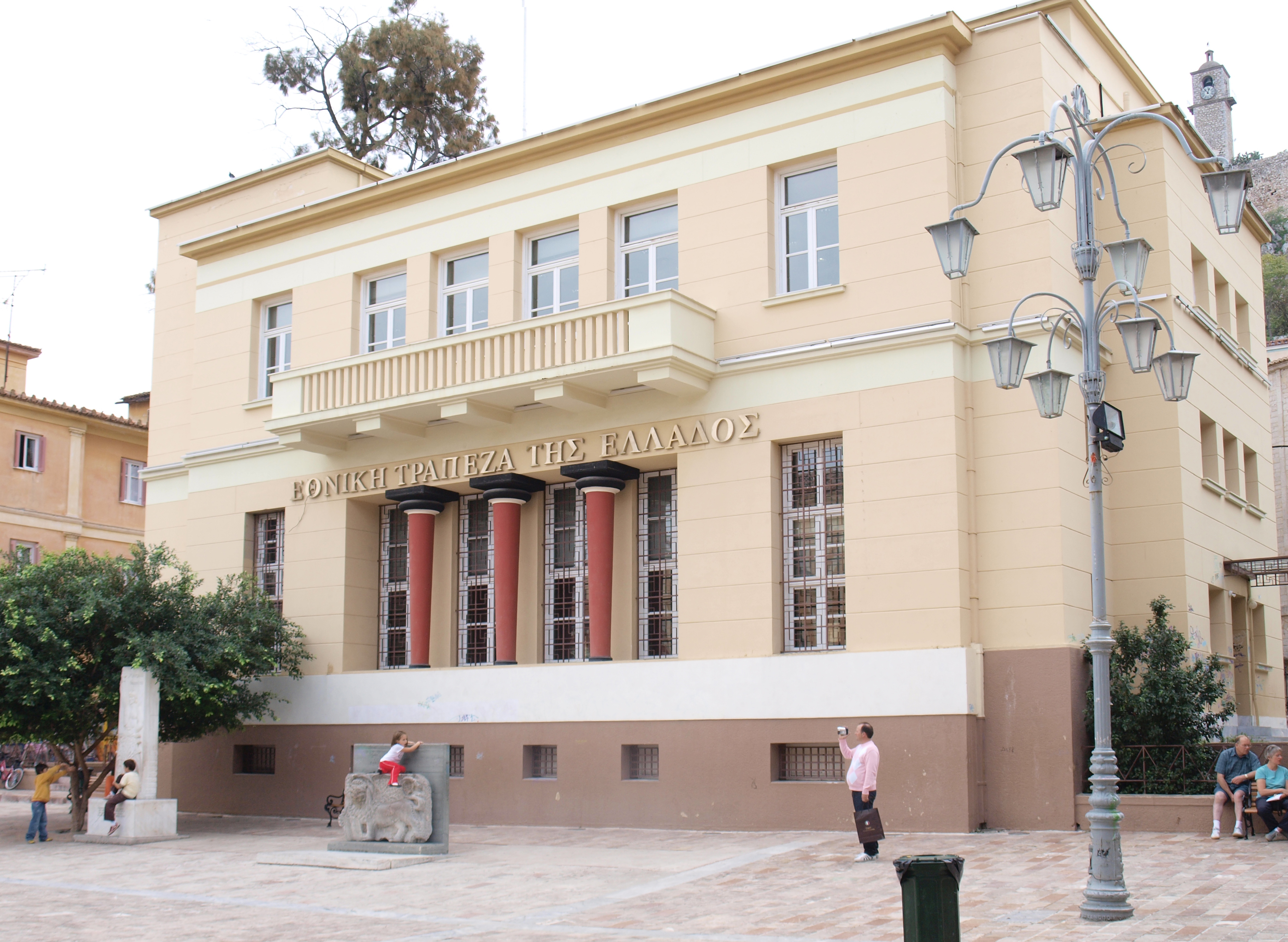
Banco Nacional de Grecia
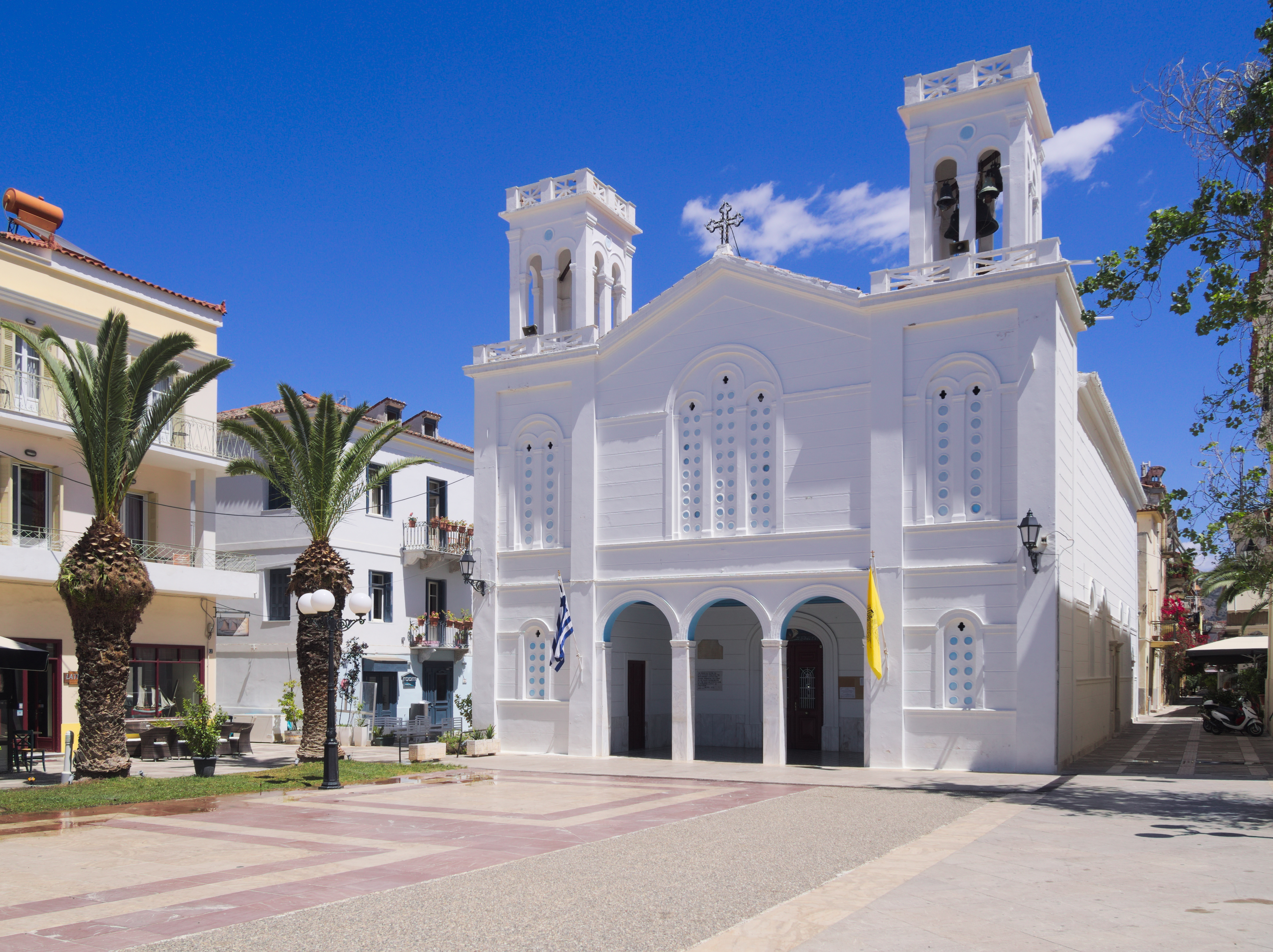
Iglesia de San Nicolás
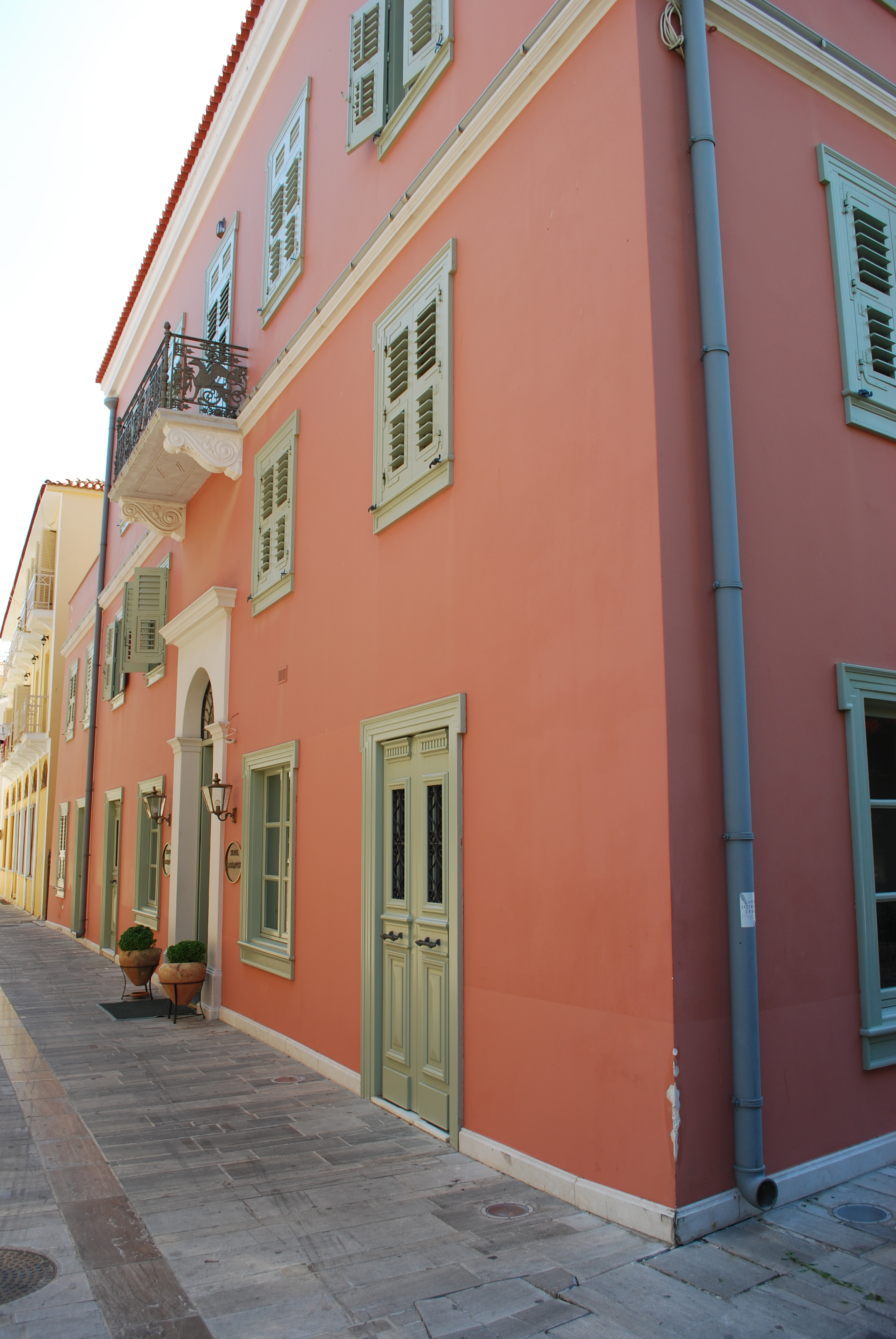
Calle Aristeidou
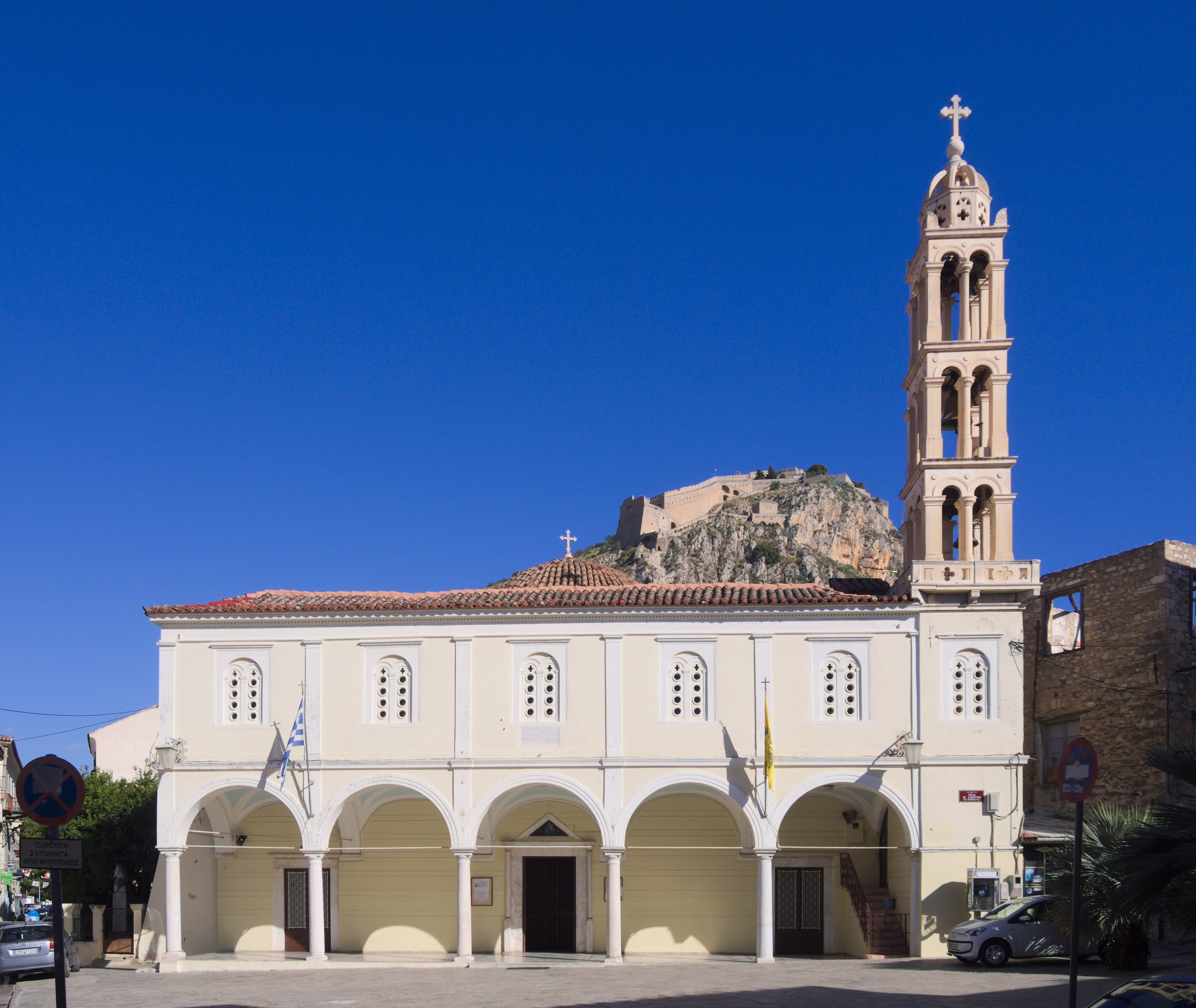
Iglesia de San Jorge
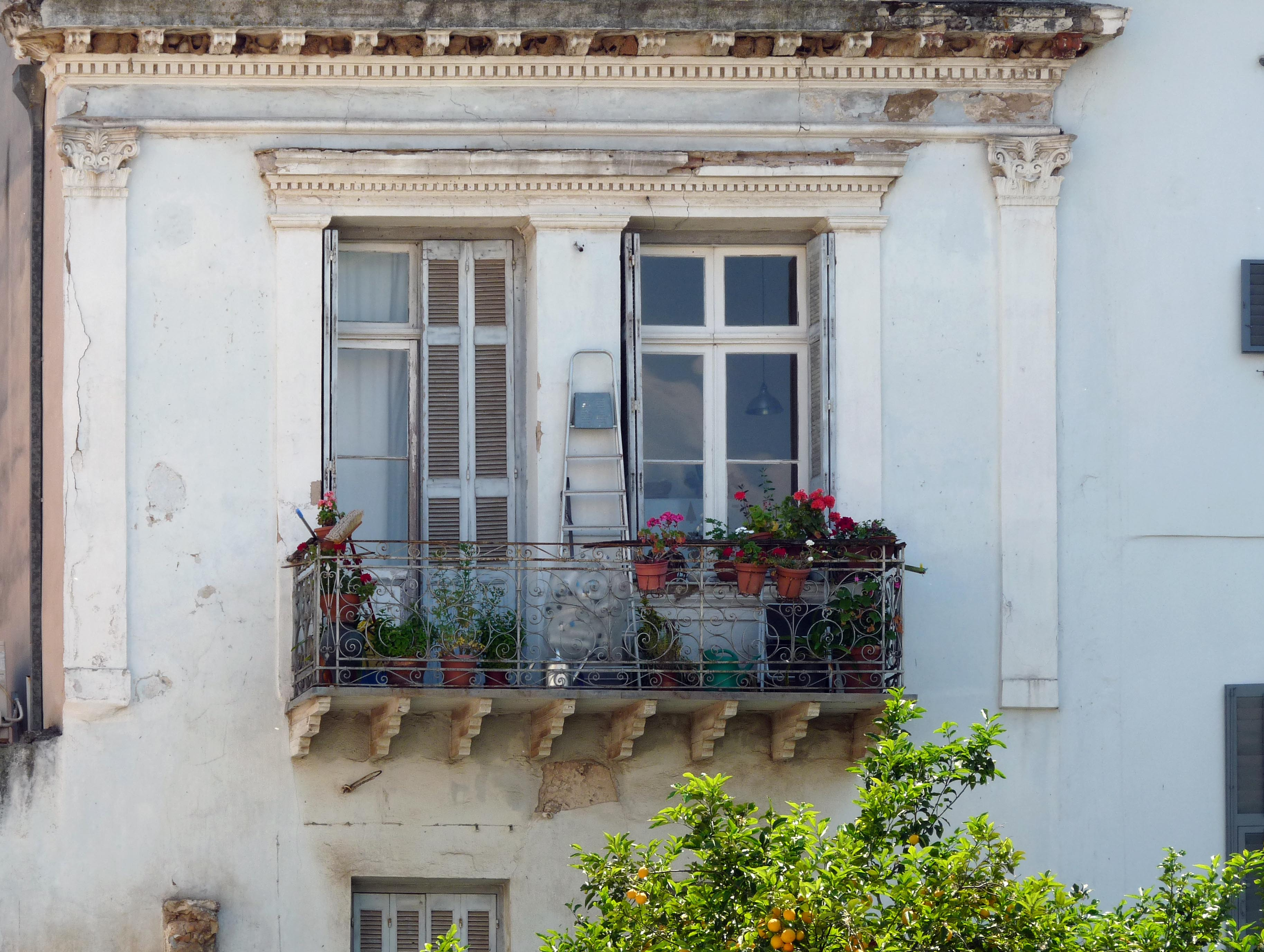
Casa en Nauplia
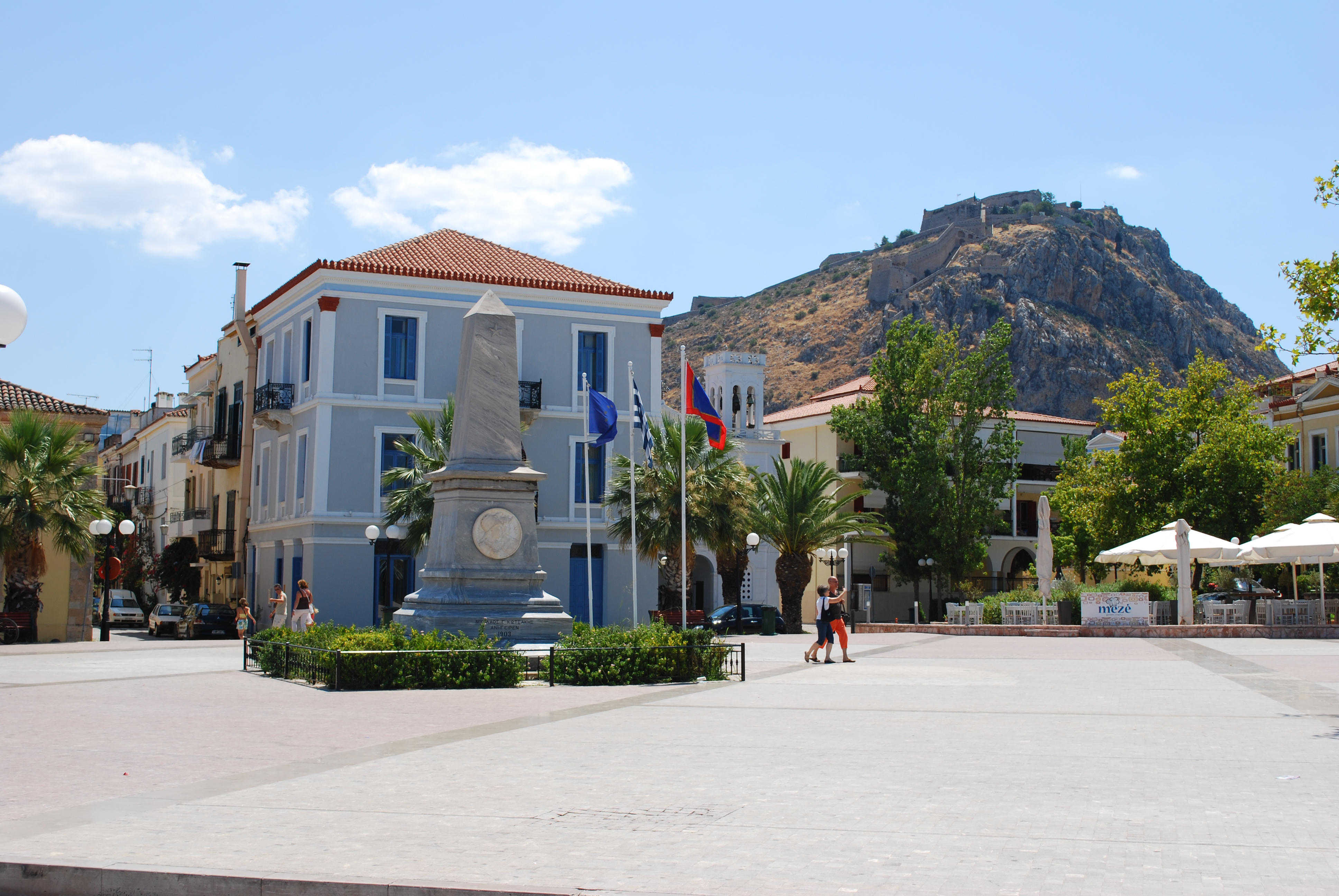
Plaza en Nauplia
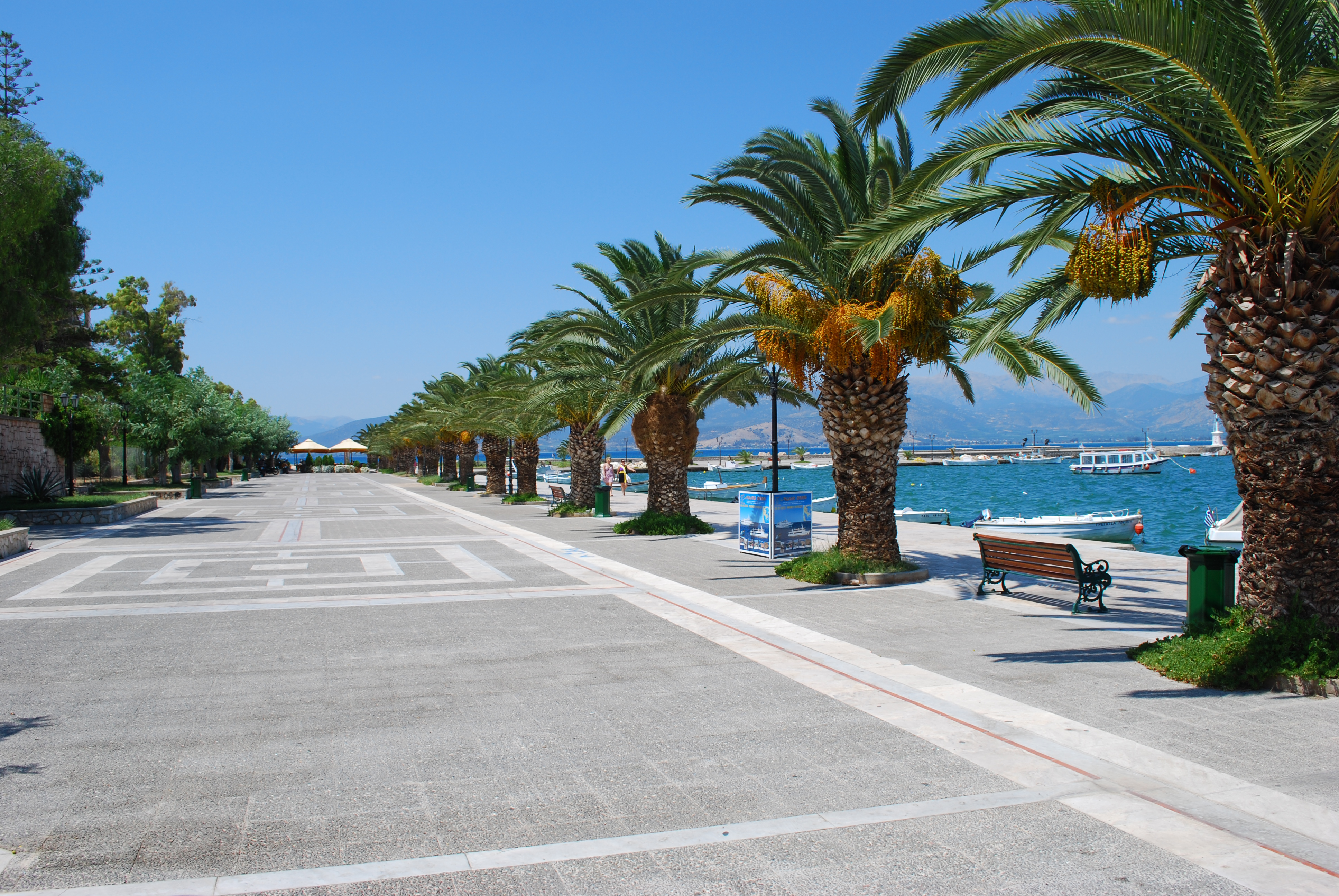
Puerto de Nauplia